# Chris van Veen
Christiaan (Chris) van Veen (Barneveld, 19 december 1922 – Den Haag, 9 november 2009) was een Nederlands politicus en werkgeversvoorzitter.
Van Veen was een CHU-bewindsman met grote werkkracht, die van vele markten thuis was. Na het behalen van zijn mulo-diploma begon hij zijn loopbaan op de secretarie van Oude-Tonge. In Rijswijk was hij de rechterhand van gemeentesecretaris Beernink. Daarna was hij gemeentesecretaris van Hoogeveen en Groningen. Van Veen haalde in zijn vrije tijd actes gemeenteadministratie en doctoraal rechten. Hij werd staatssecretaris van Binnenlandse Zaken in het kabinet-De Jong waar Beernink op het departement (net als voorheen in Rijswijk) veel aan hem overliet. Op zijn initiatief werden rijksdiensten verplaatst buiten de Randstad. Het Rijkscomputercentrum verhuisde naar Apeldoorn en het ABP verhuisde naar Heerlen. 
Hij kreeg als minister van Onderwijs in de kabinetten Biesheuvel I en Biesheuvel II te maken met heftige protesten tegen zijn bezuinigingen en lesgeldverhoging ("Van Veen, heen!")
Nadien was hij voorzitter van het VNO, de grootste vereniging van werkgevers. Bij hem thuis werd op 24 november 1982 het roemruchte Akkoord van Wassenaar gesloten, dat meer dan een decennium lang de arbeidsverhoudingen in Nederland zou bepalen. Loonmatiging en arbeidsduurverkorting waren de kernbegrippen van deze overeenkomst.
Chris van Veen overleed begin november 2009 op 86-jarige leeftijd.
- Biografisch Portaal: 94311344
- International Standard Name Identifier: 0000 0003 8923 848X
- Library of Congress Control Number: no2023081410
- Nederlandse Thesaurus van Auteursnamen: 072389222
- Parlement.com: vg09llh4mxwt
- Virtual International Authority File: 282619222
- WorldCat: E39PBJhMhWHwPVhqHQftj3WCcP